# Lindy Hou
Lindy Hou (Hong Kong británico, 18 de febrero de 1960) es una ciclista y triatleta australiana en tándem de Hong Kong. Al llegar a Australia con su familia en 1974, se le diagnosticó retinitis pigmentaria a mediados de los años ochenta y quedó legalmente ciega en 1996. Ha ganado seis medallas en los Juegos Paralímpicos de Atenas 2004 y los Juegos Paralímpicos de Pekín 2008.

## Vida personal
Hou nació en Hong Kong el 2 de marzo de 1960. Sus padres, que procedían de las provincias del sur de China, se trasladaron a Hong Kong en 1960 y la familia emigró a Australia en 1974. A mediados de los años 80, se le diagnosticó retinitis pigmentaria y quedó legalmente ciega en 1996. Antes del deterioro de su vista, fue triatleta de competición y entrenadora de triatlón, compitiendo dos veces como representante de grupos de edad australianos, y trabajó en la industria de la tecnología de la información. Vive en Canberra, habiendo vivido anteriormente en Sídney, y trabaja como terapeuta de masaje y oradora motivacional. Ha servido como embajadora del Día de Australia y del festival del Año Nuevo chino.

## Carrera deportiva
Hou comenzó a practicar el ciclismo en tándem en 1999, y compitió por primera vez en este deporte para Australia en 2001. Después de los juegos, creó el equipo de ciclismo en tándem "Athens Express", formado por ella y sus pilotos Janelle Lindsay para carreras de velocidad y kilómetro y Toireasa Gallagher para carreras de persecución y de carretera.
En los Juegos Paralímpicos de Atenas 2004, ganó una medalla de oro en la prueba de tándem de velocidad femenina B1-3, por la que recibió una medalla de la Orden de Australia, dos medallas de plata en la prueba de tándem de velocidad y contrarreloj femenino B1-3 y en la prueba de tándem de persecución individual femenina B1-3, y una medalla de bronce en la prueba de tándem de contrarreloj femenino B1-3 de 1 km. Después de los juegos de Atenas, Ryan se convirtió en su único piloto.  En 2006, ganó dos medallas de oro en los Campeonatos Mundiales de Ciclismo. En los Juegos Paralímpicos de Pekín 2008, ganó una medalla de plata en la prueba de persecución individual femenina B VI 1-3 y una medalla de bronce en la prueba de contrarreloj femenina de 1 km B VI 1-3.  Se retiró del ciclismo paralímpico después de los juegos de Pekín, y fue nombrada la paraciclista femenina del año 2008 en los Premios Ciclismo Australia. Ha participado en cinco paseos en bicicleta de larga distancia para organizaciones benéficas, incluyendo uno para Retina Australia desde la Gold Coast hasta Sídney en septiembre de 2011.
Volviendo a su primer deporte de triatlón, fue seleccionada para representar a Australia en los Campeonatos Mundiales de Paratriatlón ITU 2012, compitiendo en la clasificación TRI-6 (discapacitados visuales). Se retiró debido a una lesión. La única competidora femenina TRI-6 en el primer Campeonato Australiano de Paratriatlón, celebrado en enero de 2013, Hou fue seleccionada para competir en los Campeonatos Mundiales de Triatlón ITU 2013 en Londres, donde ella y la guía Maureen Cummings llevaron la bandera australiana durante la ceremonia de apertura.  No obtuvo ninguna medalla en la carrera. En los campeonatos de Australia y Oceanía de 2014, Hou ganó su clasificación.
Junto con Michael Milton, es una de los dos atletas miembros del Comité de Triatlón de Australia para el Paratriatlón, que tiene como objetivo desarrollar el deporte tras su inclusión en los Juegos Paralímpicos de Río de Janeiro 2016.